# ○○のはなし
○○のはなし（まるまるのはなし）は、西日本旅客鉄道（JR西日本）が新下関駅 - 東萩駅間を、山陽本線・山陰本線経由で運行する観光列車（臨時列車）である。
本項では、前身であるみすゞ潮彩（みすずしおさい）をはじめ山陰本線山口県内を主な運行区間とした臨時観光列車についても記述する。

## 概要
2017年に開催された「幕末維新やまぐちデスティネーションキャンペーン」を契機に運行を開始し、主に土曜日・休日に運行されている。
列車名は、「沿線の萩（はぎ）・長門（ながと）・下関（しものせき）には、日本と西洋を引き合わせた志士達の歴史や文化、海の幸や地酒など、見て、聞いて、感じてみたい様々な「はなし」が息づいている」ということからこの名称が付いた。

## 運行概況
土曜・休日に新下関駅 - 東萩駅間で運行されており、全車指定席である。また、往路（新下関駅→東萩駅）は長門市駅では後続の仙崎駅方面の普通列車に接続するダイヤとなっている。
なお、幡生駅 - 下関駅間と復路（東萩駅→新下関駅）の長門市駅 - 仙崎駅間は重複運転を行っているが、「○○のはなし」など、下関駅で折り返して山陰本線と山陽本線を直通する列車に乗車した際の運賃は、下関駅で途中下車しなければ幡生駅 - 下関駅間に関しては不要となる特例が設けられている。また、「〇〇のはなし」の長門市 - 仙崎間についても運賃を支払わずに往復乗車できる。なお、仙崎では29分の停車時間が設けられ、停車時間中の下車観光が呼びかけられている。また、2020年より停車を開始した阿川でも東萩行きでは15分、新下関行きでは10分の停車時間が設けられ、駅構内店舗の利用が可能となっている。

### 停車駅
新下関駅 - 下関駅 - 川棚温泉駅 - 小串駅 - 滝部駅 - 特牛駅 - 阿川駅 - 人丸駅 - 長門市駅 - （仙崎駅） - 萩駅 - 東萩駅
- 下関駅で方向転換する。
- 始発・終着駅の新下関駅は折返しが出来ない為、小月駅まで（から）回送する。
- 仙崎駅は復路（東萩駅発）のみ停車。この場合、萩駅から来た列車が長門市駅で一旦運転停車し、仙崎駅へ立ち寄った後に改めて長門市駅に停車し乗降扱いを行う。

## 使用車両
2両編成の専用車両（キハ47形7000番台）が使用されている。後述の「みすゞ潮彩」用車両を再改造したもの。
外装は、「西洋に憧れた日本（洋）、西洋が憧れる日本（和）」をコンセプトに1号車が和風、2号車が洋風にデザインされている。また車体には「洋と和をつないだ海」が2両にまたがり、萩市の果実であり天然記念物の原木が長門市にある「夏みかんの花」や下関市の花である「ハマユウ」が各所にあしらわれている。
内装は、沿線の響灘や海岸美に配慮し、窓枠を極力大型化したほか、海側に向いた座席が配置されている。その他に様々なイベントが行われるイベントスペースが設置されている。再改造に当たっては、ほぼ無改造だった1号車も2+1列の大型テーブル付きボックスシートに改められて指定席化され、海側の窓が大型化されている。

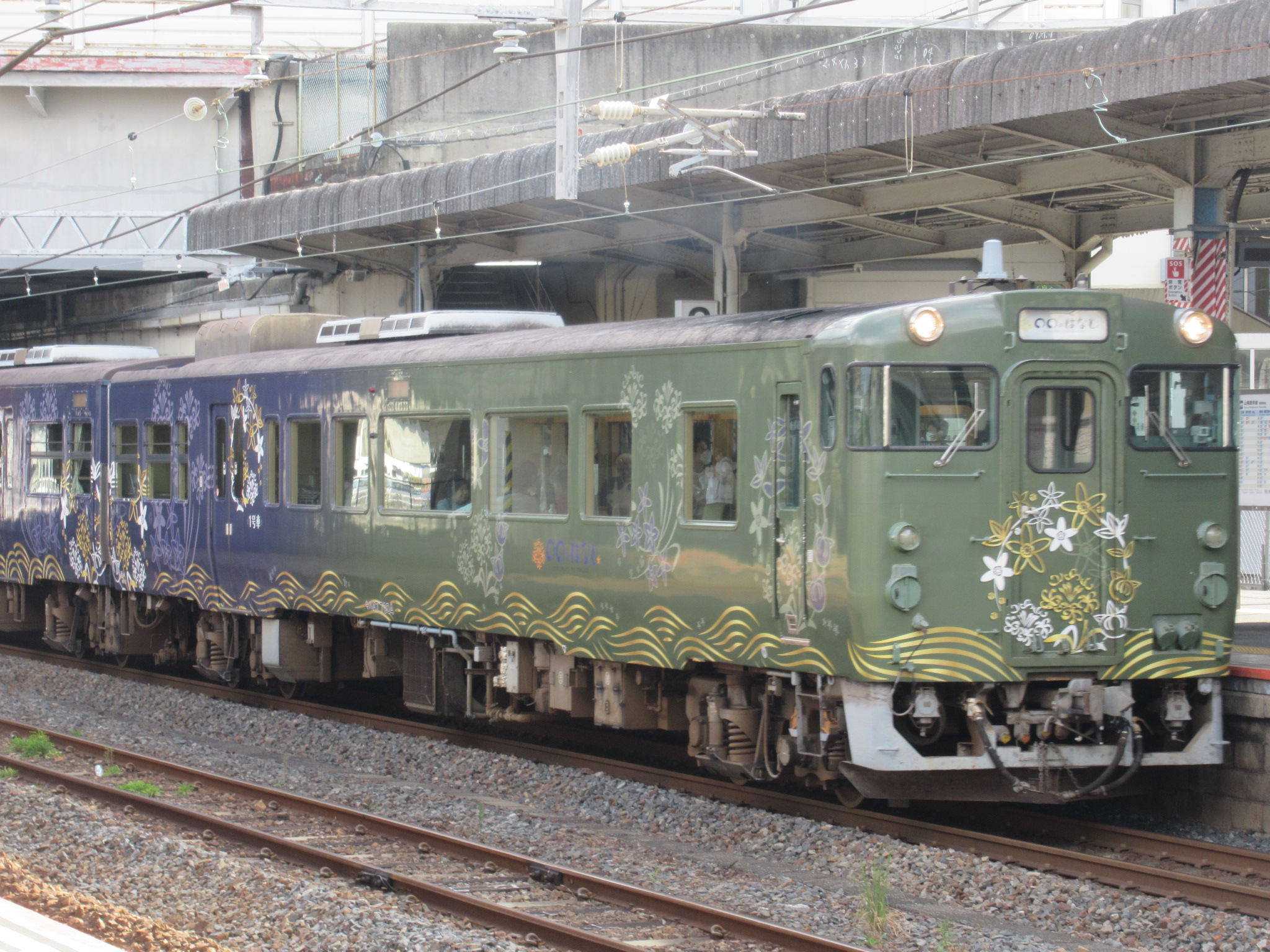
キハ47 7004
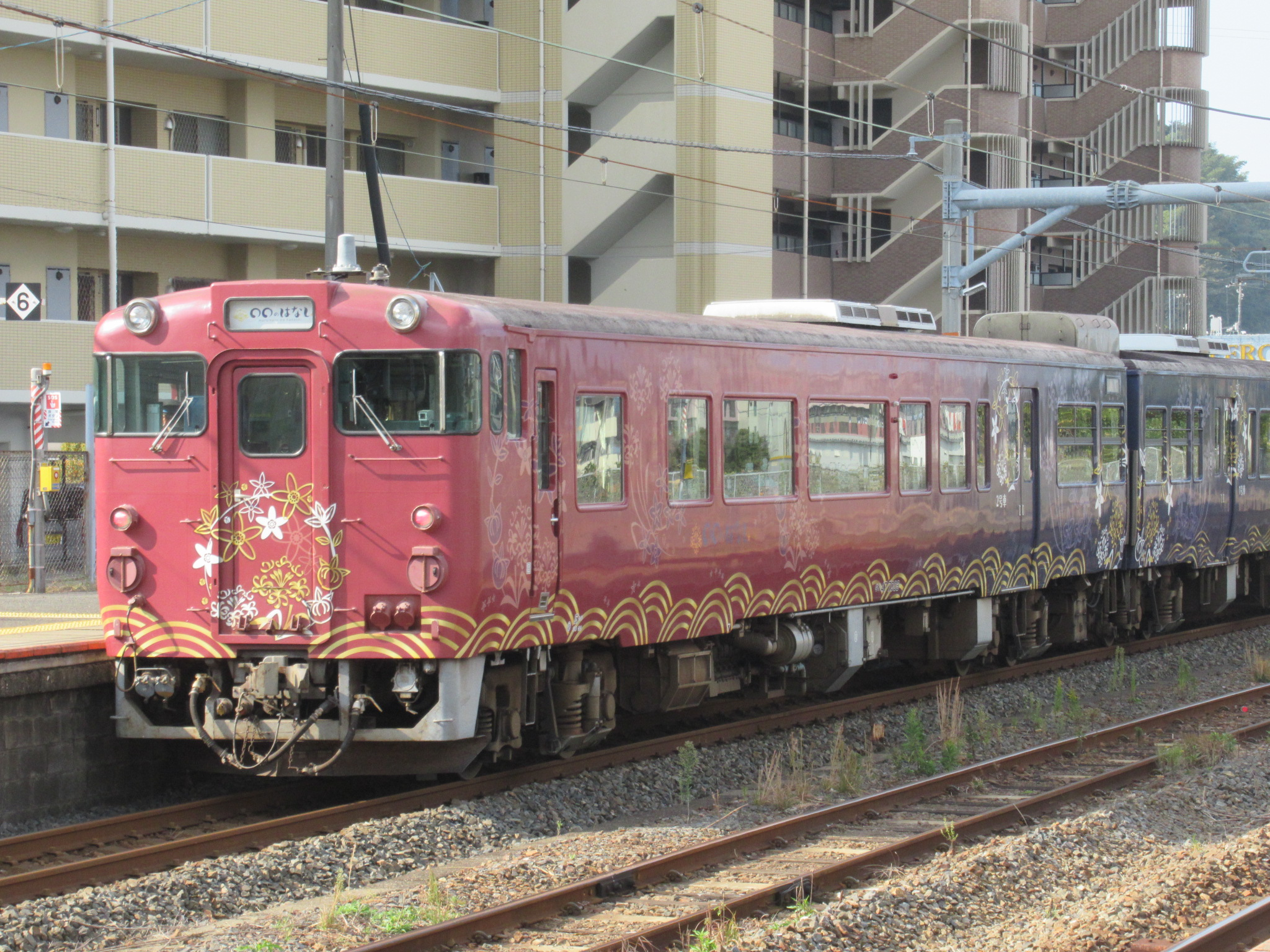
キハ47 7003

## 車内サービス
販売カウンターが設置されており、沿線の品々が販売されている。イベントスペースでは、地元の観光アテンダントなどによる沿線の観光PRや特産品のふるまいなどが行われる。
また車内では弁当が販売されているが、どれも事前予約が必要であり、乗車の1ヵ月前から3日前までにそれぞれの販売元に申し込みが必要となっている。

## みすゞ潮彩
2005年（平成17年）3月の「いそかぜ」廃止以降、山陰本線の下関 - 益田間で行楽客向けの列車が消滅していたが、山陰本線西部の自治体である山口県下関市と長門市の要望を受け、2007年（平成19年）7月に両市を結ぶ観光列車として運行を開始した。主に週末に運転し、沿線の日本海（響灘）の眺望に配慮した指定席車両を連結した専用の車両を使用していた。
列車自体に観光要素が盛り込まれており、駅間の風景の美しい3箇所（「ビュースポット」と称している）で車窓からの風景を楽しむための一時停車が行われているのが特徴となっていた（これは実質的な前身である「萩・長門ブルーライナー」でも実施されていた）。
列車名は、長門市仙崎出身で、下関市で生涯を送った童謡詩人金子みすゞに由来し、公募により決定された。
2017年の山口デスティネーションキャンペーンに向けて導入する新たな観光列車「○○のはなし」に「みすゞ潮彩」専用車両を転用するため、近日中に運行を終了することを2016年（平成28年）8月8日に発表し、発表を受けて、2017年（平成29年）1月29日に運行を終了した。

### 運行概況
土曜・休日に新下関駅 - 仙崎駅間で1往復を運行。新下関駅 - 下関駅間は快速列車、下関駅 - 仙崎駅間は普通列車として運行された。なお「みすゞ潮彩」の運行日以外には、一般型車両を用いて下関駅 - 仙崎駅間に普通列車が運行されている（長門市駅で列車番号を変更）。
2007年7月1日の運行開始当初は新下関駅・下関駅 - 滝部駅・仙崎駅間に毎日2往復運行されていたが（車両検査時は運休）、2013年3月16日のダイヤ改正より現行の運行本数となった。

#### 停車駅
新下関駅 - 下関駅 - 幡生駅 - ≪この区間は各駅に停車≫ - 仙崎駅
- 下関駅で方向転換していた。
- 始発・終着駅の新下関駅は折返しができない為、小月駅まで（から）回送していた。
- 小串駅 - 湯玉駅間、宇賀本郷駅 - 長門二見駅間、黄波戸駅 - 長門市駅間の3ヶ所は「ビュースポット」と位置付けられ、列車を停止させて車内アナウンスによる車窓案内が行われていた。

### 使用車両
下関地域鉄道部下関車両センター（現在の下関総合車両所）で改造された2両編成の専用車両（キハ47形7000番台）を用いた。金子みすゞの生きた時代にちなみアール・デコ調のデザインが施されている。車両改造費用は約8000万円で、沿線自治体でもある下関市・長門市が負担している。
2号車の指定席車両には車内外に大幅な改造が施されていた。海側（長門方向に向かって左側）に大きな展望窓を備え（改造車のため座席と窓の配置がずれている箇所がある）、床固定式のテーブルが備え付けられていた（このテーブルは移動不可）。また、海側（海向き）の指定座席は、回転させることができ、前後で向かい合わせとすることができた。
なお、1号車の自由席車両は通常この区間を走行する車両とほぼ同等の設備となっていた。
2013年（平成25年）3月15日改正以前は、下関駅 - 滝部駅間の朝の普通列車1往復にも使用されていた。この列車でも2号車は指定席とされていたため2号車に乗車するには指定席券が必要であったが、列車名がないためみどりの窓口では発券ができず、当日車内で車掌から購入することになっていた。

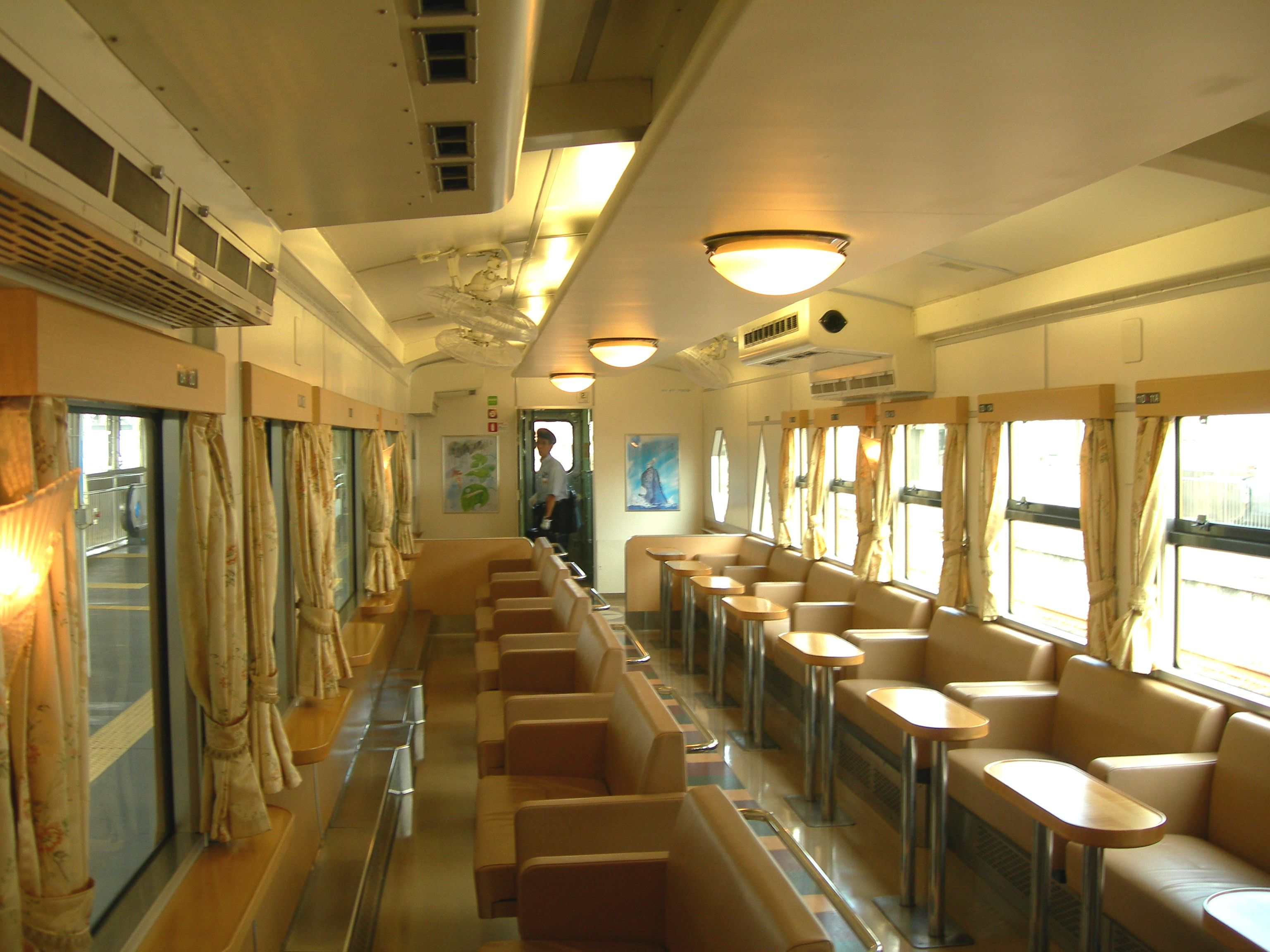
2号車車内
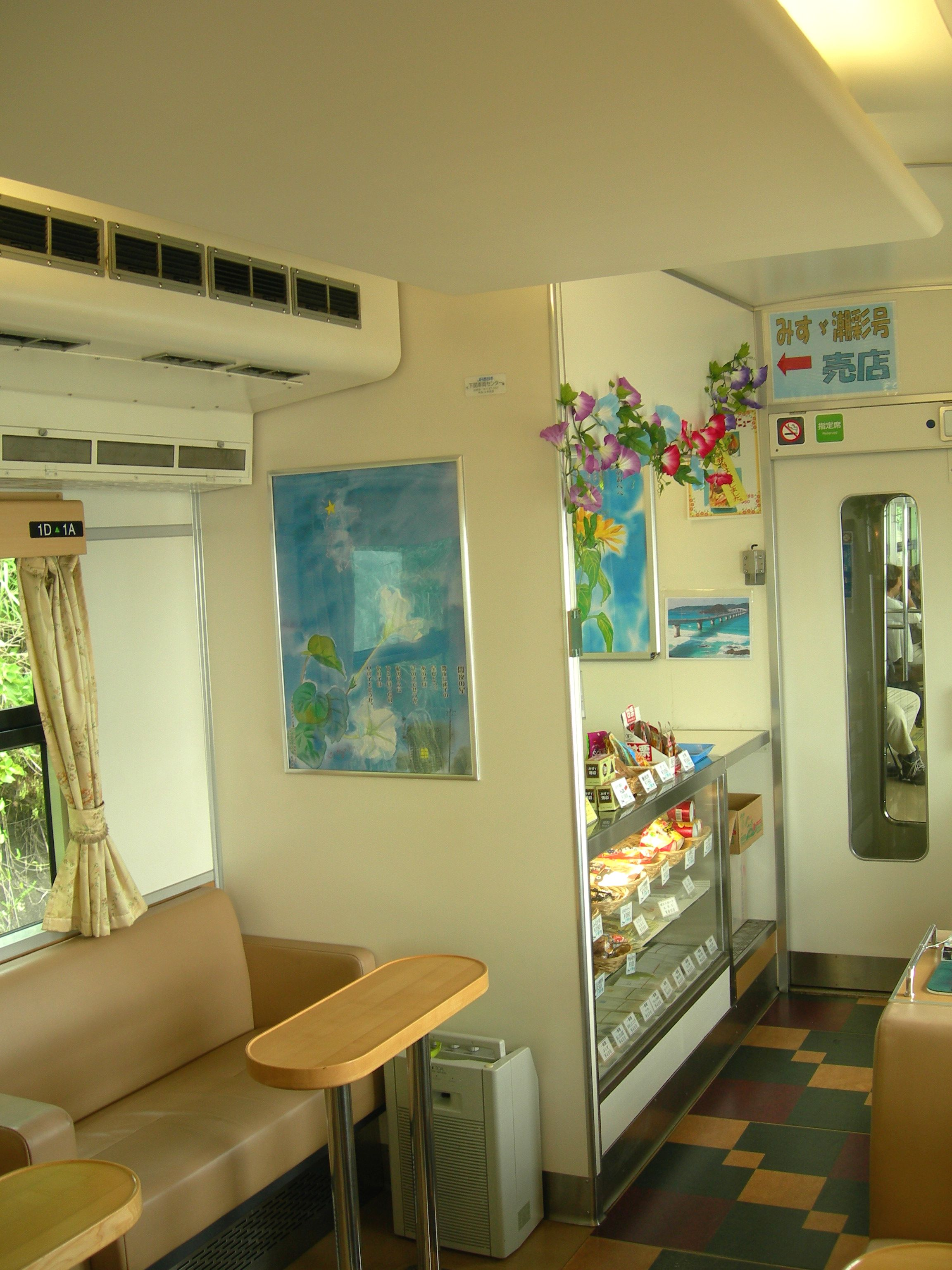
売店
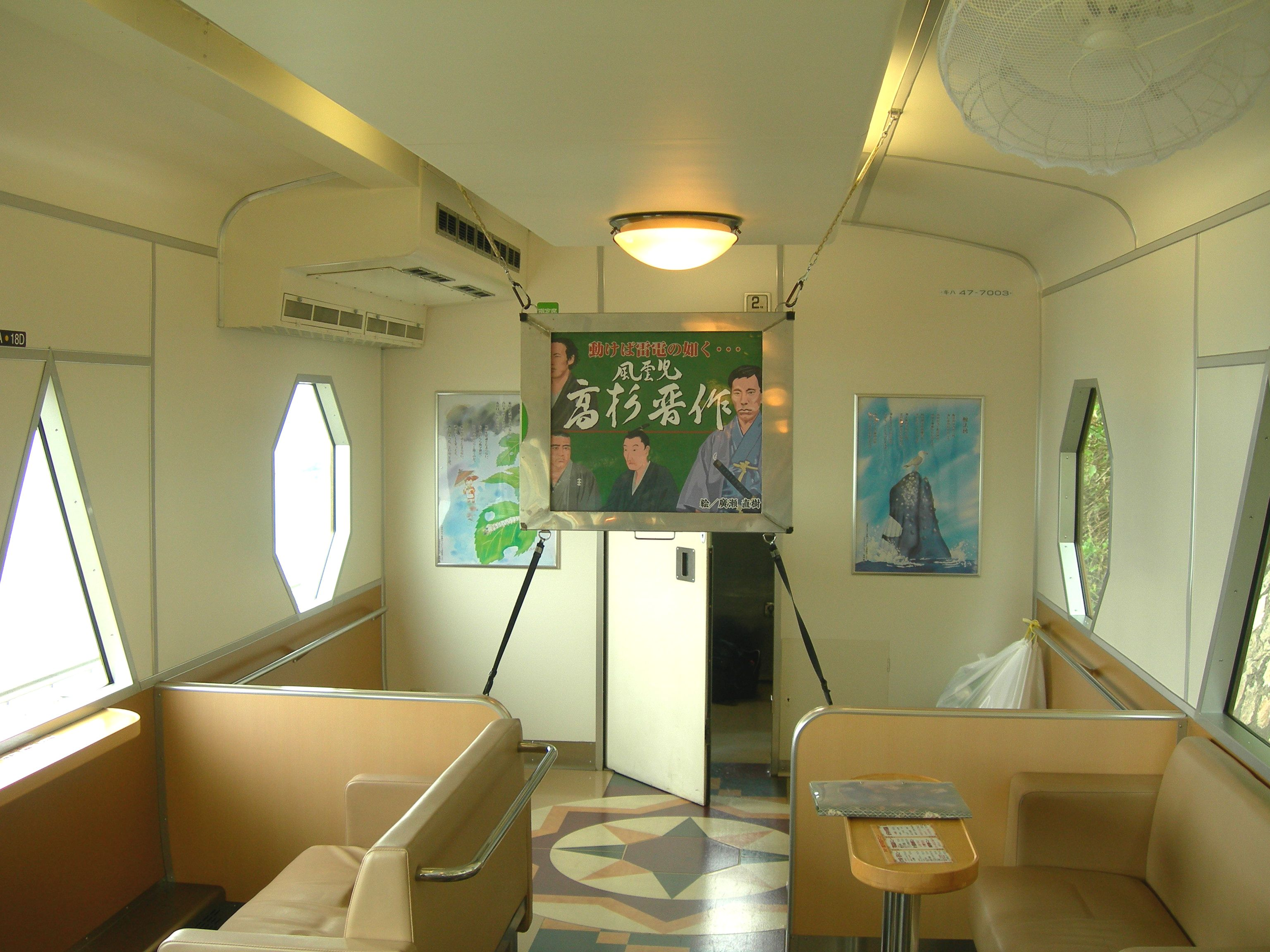
紙芝居上演スペース

#### 車内サービス
売店が設置されており、エプロンに「みすゞ潮彩」と書いてあるメイド服を着た販売員が携帯ストラップなどの限定グッズ・弁当・飲料などを販売していた。また、指定席車両では車内イベントとして紙芝居を上演していた。なお、売店の営業と紙芝居の上演は現在は運行日には毎日行われていたが、2013年（平成25年）3月15日までの毎日2往復運転していた時期も土曜・休日の1・2号のみ実施されていた。
車内で販売される弁当は数量限定のオリジナル弁当「みすゞ潮彩弁当」だが、何度か弁当の内容がリニューアルされた。850円で販売されていた頃は10種類のパッケージが用意され、「みすゞ潮彩1号」（土休祝日のみ）にて販売されていた。2008年（平成20年）1月26日から5月31日までは、JR西日本による「TRAIN+（プラス）山陰本線キャンペーン」が実施され、内容を変更の上950円で販売されていた。こちらも数量限定であるが「みすゞ潮彩」（土休日のみ）のほか下関駅・新下関駅の各コンコース内うどん店で取扱っていた。パッケージは「みすゞ潮彩」の概観をデザインした、尾崎眞吾（長門市在住のイラストレーター）によるイラストが使用された。

## 歴史

### みすゞ潮彩
- 2007年（平成19年）7月1日 - 運行開始。当時は新下関駅・下関駅 - 滝部駅・仙崎駅間に毎日2往復運行されていた。
  - 運行区間は1号が新下関駅→仙崎駅間、2号が仙崎駅→下関駅間、3号が下関駅→滝部駅間、4号が滝部駅→新下関駅間となっており、新下関駅 - 下関駅間のほか、土曜・休日に限り1・2号の下関駅 - 長門市駅間でも快速列車として運行されていた。
  - 快速運転時の停車駅は新下関駅 - 下関駅 - 幡生駅 - 綾羅木駅 - 梶栗郷台地駅 - 安岡駅 - 吉見駅 - 黒井村駅 - 川棚温泉駅 - 小串駅 - 滝部駅 - 特牛駅 - 阿川駅 - 長門粟野駅 - 人丸駅 - 長門市駅 - 仙崎駅であった。ただし前述の「ビュースポット」での停車などの理由により、所要時間は平日の普通列車としての運行時とほとんど変わらなかった。
- 2012年（平成24年）3月17日 - 1・2号の下関駅 - 長門市駅間が通年普通列車となる。
- 2013年（平成25年）3月16日 - 土曜・休日のみ新下関駅 - 仙崎駅間1往復の運行となる。
- 2017年（平成29年）1月29日 - 運行終了[8]。

### ○○のはなし
- 2017年（平成29年）8月5日 - 運行開始[9]。
- 2020年（令和2年）8月1日 - 阿川駅の再開発に伴う飲食店の開業にあわせ、上下ともに阿川駅への停車を開始[4]。
- 2023年（令和5年）
  - 6月25日 - 同年6月30日の豪雨により、阿川駅 - 長門粟野駅間で橋梁が傾いたことに伴って小串駅 - 長門市駅間が不通となったため、同日の運行をもって当面の間運休[10][11]。
  - 11月1日 - 2024年（令和6年）1月13日から3月3日までの土曜・休日に山口線新山口駅 - 津和野駅間で運行すると発表[12]。
- 2024年（令和6年）
  - 1月13日 - 同年3月3日までの土曜・休日に山口線新山口駅 - 津和野駅間で1日1往復運行[12]。停車駅は、新山口駅 - 湯田温泉駅 - 山口駅 - 津和野駅である。
  - 5月27日 - 同年9月28日から10月27日までの土曜・休日に山陽本線・伯備線岡山駅 - 新見駅間で運行すると発表[13]。
  - 9月28日 - 同年10月27日までの土曜・休日に山陽本線・伯備線岡山駅 - 新見駅間で1日1往復運行（予定）[13]。
  - 11月25日 - 2025年（令和7年）1月11日から3月2日までの土曜・休日に山口線新山口駅 - 津和野駅間で運行すると発表[14]。
- 2025年（令和7年）
  - 1月11日 - 同年3月2日までの土曜・休日に山口線新山口駅 - 津和野駅間で1日1往復運行（予定）[14]。停車駅は、新山口駅 - 湯田温泉駅 - 山口駅 - 地福駅 - 津和野駅で去年と違い地福駅が停車駅として追加されている。地福駅は下りのみ停車。

## 過去の山陰本線西部観光列車

### ブルーライナー
1988年7月26日から運行開始した、津和野 - 長門市間の臨時快速。ジョイフルトレイン「リゾートサルーン・フェスタ」を使用して運行開始したが、ジョイフルトレイン「ビバ・ウエスト」で運転されることもあった。

### コバルトブルー
2002年（平成14年）4月1日から行われた「関門・海峡物語」の観光キャンペーンにあわせて、同年4月から6月までの土曜・休日ダイヤに東萩駅 - 下関駅間で快速「コバルトブルー」が運転された。使用車両は、紀勢本線で運転されていた「きのくにシーサイド」の車両（12系・24系を改造したジョイフルトレイン）を専用列車として、同編成専用のDE10形ディーゼル機関車(DE10 1152)が牽引していた。
2003年（平成15年）も同様に運転が行われた。
停車駅
東萩駅 - 長門市駅 - 川棚温泉駅 - 吉見駅 - 下関駅

### 萩・津和野号
2004年（平成16年）3月から6月までの春休みやゴールデンウイークと土曜・休日ダイヤに、下関市・萩市および津和野町など山口県内の観光地を結ぶ列車として、快速「萩・津和野号」が下関駅 - 津和野駅間（美祢線経由）で運転された。使用車両は、快速「コバルトブルー」と同じく、「きのくにシーサイド」編成が使用された。
停車駅
下関駅 - 厚狭駅 - 美祢駅 - 長門湯本駅 - 長門市駅 - 東萩駅 - 益田駅 - 津和野駅

### 萩・長門ブルーライナー
JR西日本の「DISCOVER WEST」キャンペーンにあわせて、2005年（平成17年）3月19日から6月26日までの春休み・ゴールデンウイークや土曜・休日に「萩・長門ブルーライナー」が運転された。
運転区間は新下関駅 - 東萩駅間であるが、往路のみ仙崎駅を経由していた。
一部の区間では日本海の展望を楽しむために、速度を30km/hに落として走行する区間が設けられていた。
停車駅
- 往路：新下関駅 → 下関駅 → 川棚温泉駅 → 滝部駅 → 長門市駅 → 仙崎駅 → 長門市駅 → 萩駅 → 東萩駅

- 復路：東萩駅 → 萩駅 → 長門市駅 → 滝部駅 → 川棚温泉駅 → 下関駅 → 新下関駅

### TRAIN＋長門号
JR西日本の特徴ある列車や鉄道施設など、魅力のある線区を取り上げて紹介する「TRAIN＋」（トレインプラス）のキャンペーンにあわせて、2008年（平成20年）5月10日・11日に「TRAIN＋長門号」が厚狭駅 - 仙崎駅間で運転された。途中の停車駅は長門市駅のみの快速列車で運転され、2両編成の全車自由席で1日1往復設定されていた。長門市駅では運転記念乗車証を配布していた。